# Prostitution au Liechtenstein
La prostitution au Liechtenstein est illégale.

## Législation et pratique
Selon le Département d'État des États-Unis, elle est toutefois tolérée par la police lorsqu'il ne s'agit pas de prostitution de rue,.